# Bayan bulag
Bayan bulag (auch: Bayanbulag) ist eine archäologische Fundstätte aus der Eisenzeit im Gebiet des heutigen Sum (Bezirk) Nomgon, Süd-Gobi-Provinz, der Mongolei. Bereits 1957 waren Überreste einer kleinen, rund 2100 Jahre alten Festung aus gestampftem Lehm entdeckt worden. 2009 wurde rund 400 Meter östlich der Festungsmauer ein Massengrab mit Überresten von mehr als 30 Männern freigelegt, die mehrheitlich erschlagen, zerstückelt oder enthauptet worden waren. Mehrere Schädel waren ohne zugehörigen Körpern in eine im Durchmesser rund sieben Meter große und 1,3 Meter tiefe Lehmgrube geworfen worden.

## Erforschung
Die Fundstätte Bayan bulag (mongolisch: „ergiebige Quelle“) wurde erstmals 1957 wissenschaftlich untersucht und 1961 in mongolischer Sprache beschrieben. Eine erste kleine Grabung in der Fundstätte (42°36′ N, 105°10.5′ E) fand 1976 statt, 1990 gefolgt von einer großen, aufwändigen Grabung und weiteren Grabungen ab 2009. Den Befunden zufolge handelt es sich um ein rechteckiges Bauwerk aus der Epoche der Westlichen Han-Dynastie. Dessen nördliche Mauer ist ca. 130 Meter lang und in ihrer gesamten Länge erhalten geblieben, der Lehm des südlichen Gegenstücks ist hingegen komplett erodiert. Von der westlichen Mauer sind ca. 24 Meter erhalten, von der östlichen ca. 65 Meter. Die größte erhaltene Höhe der Mauern beträgt 2 Meter, die Dicke der erhaltenen Mauern beträgt ca. 8 Meter. An der nordöstlichen Seite der Festung, außerhalb der Mauern, wurde ein bis zu 4 Meter breiter und ca. 2 Meter tiefer, ehemaliger Graben nachgewiesen. In der nahen Umgebung des Bauwerks wurden mehrere Flächengrabungen durchgeführt, eine davon (Area No 1) rund 400 Meter entfernt von der östlichen Festungsmauer, an einer Stelle, wo Menschenknochen unterhalb einer Quelle aus dem Boden gewaschen worden waren. Freigelegt wurde schließlich eine Lehmgrube, in der sich die Überreste von mindestens 30 Menschen befanden, die bereits in der Antike in willkürlicher Anordnung in ihr abgelegt und mit Lehm abgedeckt wurden.
Bereits die Befunde aus der Untersuchung im Jahr 1957 waren dahingehend interpretiert worden, dass es sich bei der Befestigung um ein Bauwerk zur Abwehr der Xiongnu, eines Stammesverbands aus Reiternomaden, handelte. Bei den Ausgrabungen in den 1990er-Jahren wurden Reste von Gebäuden nachgewiesen sowie ausschließlich Artefakte aus Metall und Töpferwaren geborgen, die der Kultur der Han-Dynastie zugeordnet werden konnten; daraus wurde gefolgert, dass seinerzeit vermutlich eine Garnison chinesischer Grenzsoldaten hier stationiert gewesen ist. 2009 entdeckten die Forscher ebenfalls ausschließlich Han-typische Artefakte, u. a. Bauteile von Fahrzeug- und Schubkarrenrädern, Teile von eisernen Spaten, Messer, rund 30 Pfeilspitzen aus Bronze, bronzene Gürtelhaken, zwei ab 118 v.u.Z. geprägte „5 Zhu“-Münzen (五銖) sowie eine große Anzahl grauer Keramikscherben und Bruchstücke von Fliesen. Vermutet wurde ferner, dass die Fundstätte Bayan bulag identisch ist mit der im Jahr 104 v. u. Z. errichteten Festung Shouxiangcheng, deren Existenz, aber nicht deren genaue Lage schriftlich überliefert ist.
Die im Laufe der Jahrhunderte angewehten oberen Bodenschichten wurden 2009 im Bereich der als Excavation area No 1 bezeichneten Grabungsfläche zunächst mit Hilfe einer Planierraupe abgetragen. Zutage kam als erstes ein einzelnes Skelett: Der Verstorbene lag auf dem Rücken, mit ausgestreckten Beinen, es fehlten der Schädel und die rechte Hand. Unmittelbar neben dieser Grabstätte wurde anschließend eine nahezu runde, im Durchmesser sieben Meter große Lehmgrube freigelegt, auf deren Boden die zerstückelten Skelette erwachsener Menschen lagen, die als 20 „Skelette“ und 33 „Körperfragmente“ bezeichnet wurden. Dem Anschein nach hatten die Körper der Toten in vier oder fünf Schichten übereinander gelegen und waren nach dieser unzeremoniellen Ablegung sofort mit Erde verschüttet worden. Alle Skelette und Fragmente wiesen Merkmale einer vorsätzlichen Zerstückelung der Körper auf, Merkmale, die nicht durch Verwesung verursacht sein können. Beispielsweise ist das Fragment F2 ein rechtes Bein mit anatomisch korrekt sitzendem Fuß. Wäre das Bein erst nach Eintritt starker Verwesung in die Grube geworfen worden, hätten sich die kleinen Fußknochen abgelöst. F31 ist ein isolierter Unterarm mit zusammengehöriger Hand, F34 ein isolierter Arm mit zugehöriger Hand. Bei Skelett 14 befindet sich die Knochen der rechten Hand in anatomisch korrekter Anordnung, es fehlt jedoch das rechte Bein. Belegt wird der Vorsatz beim Zerstückeln der Körper zudem durch Schnittspuren an zahlreichen Knochen, wie sie durch Schwerter oder Kampfmesser verursacht werden können.
Kovalev et al. fassten 2010 ihre Befunde aus dem Jahr 2009 so zusammen:

„Wir können also feststellen, dass es sich nicht um eine Zerstückelung von Leichen, sondern um einen brutalen, abscheulichen Massenmord handelte. Dass lebende Menschen verstümmelt wurden, ergibt sich aufgrund der Körperhaltung von Skelett S18. Dieses Skelett lag auf dem Rücken, seine Arme zum Kopf gehalten, um das Gesicht zu schützen. Jedoch waren beide Unterarme abgetrennt worden, wahrscheinlich durch einen einzigen Hieb. Die Muskeln des Verstorbenen waren derart stark verkrampft, dass die Haltung der Arme auch nach dem Tod erhalten blieb. Dies wäre beim Zerstückeln einer Leiche nicht möglich gewesen. Eine solche Verkrampfung kann nach dem Tod eines Menschen nur entweder infolge einer raschen und extrem starken Abkühlung erhalten bleiben oder wenn er nach dem Tod sofort unter Lehm begraben wird. Am wahrscheinlichsten ist es, dass die Bestatteten im Winter in der Nähe der Festung getötet wurden, dass danach ihre Körper und abgetrennten Körperteile eingesammelt und in konservierter Haltung bestattet wurden. Zwei Männer (S5, S7) lagen kniend mit den Füßen unter ihrem Becken. Dies könnte darauf hindeuten, dass sie knieten, als sie getötet wurden, was bedeutet, dass die Getöteten Gefangene gewesen waren.“

2020 erbrachte eine Isotopenuntersuchung der Knochen Hinweise auf die Ernährung der Getöteten und – damit verbunden – auf ihre Herkunft. Demnach stammten die Getöteten aus unterschiedlichen, aber jeweils agrarisch geprägten Regionen Chinas und nicht aus den Gebieten der Xiongnu-Nomaden. 2025 bestätigten Analysen der aDNA von 14 Skeletten, dass die Getöteten ausschließlich erwachsene Männer und eng verwandt mit den damaligen Nordchinesen waren; zudem haben sie eine große genetische Nähe zu den heutigen Han-Chinesen, was darauf schließen lässt, dass es sich bei den Getöteten vermutlich um Angehörige der Garnison handelte. Bereits 2016 hatte eine andere Forschergruppe festgestellt: „Die beste Interpretation der bisher gefundenen Indizien ist, dass Bayan bulag eine stark befestigte Grenzgarnison der Han-Dynastie war. Sie war mit Arbeitern und Truppen aus China besetzt und wurde als weit vorgeschobener Vorposten [das heißt jenseits der Großen Mauer] gegen Einfälle des Xiongnu-Staates errichtet und versorgt.“

## Belege
1. 1 2   L. Zhou und E. Mijiddorj: Stories behind the fortress: Stable isotope analysis and 14C dating of soldiers' remains from the Bayanbulag site, Mongolia. In: Archaeometry. Band 62, Nr. 4, 2020, S. 863–874, doi:10.1111/arcm.12556.
2. 1 2 3  A.A. Kovalev et al.: Excavation of Bayan bulag site (Shouxiangcheng fortress of Western Han), Nomgon sum of South Gobi Aimag, Mongolia. In: Mongolian Journal of Anthropology, Archaeology and Ethnology. Band 6, Nr. 1 (365), 2010, S. 27–63, Volltext.
3. ↑  Pengcheng Ma et al.: Bioarchaeological perspectives on the ancient Han-Xiongnu war: Insights from the Iron Age site of Bayanbulag. In: Journal of Archaeological Science. Band 177, 2025, 106184, doi:10.1016/j.jas.2025.106184.
4. ↑  Jang-Sik Park, William Honeychurch und Amartuvshin Chunag: Complicating the frontier: Armaments, fortifications, and identities beyond the Great Wall. In: Journal of Archaeological Science: Reports. Band 6, 2016, S. 475–487, doi:10.1016/j.jasrep.2016.03.024.

Koordinaten: 42° 36′ 0″ N, 105° 10′ 30″ O